# اوزوم‌چولوک
اوزوم‌چولوک (به لاتین: Üzümçülük) (به معنی کاشت انگور) یک منطقه مسکونی در جمهوری آذربایجان است که در شهرستان لنکران و در دهیاری نریمان آباد واقع شده است.